# Еттінген-ін-Баєрн
Еттінген-ін-Баєрн (нім. Oettingen in Bayern) — місто в Німеччині, знаходиться в землі Баварія. Підпорядковується адміністративному округу Швабія. Входить до складу району Донау-Ріс. Складова частина об'єднання громад Еттінген-ін-Баєрн.
Площа — 34,21 км2. Населення становить 5205 ос. (станом на 31 грудня 2020).

## Економіка
У місті розташовані штаб-квартира та основні виробничі потужності компанії Oettinger, найбільшого виробника пива у Німеччині.

## Галерея

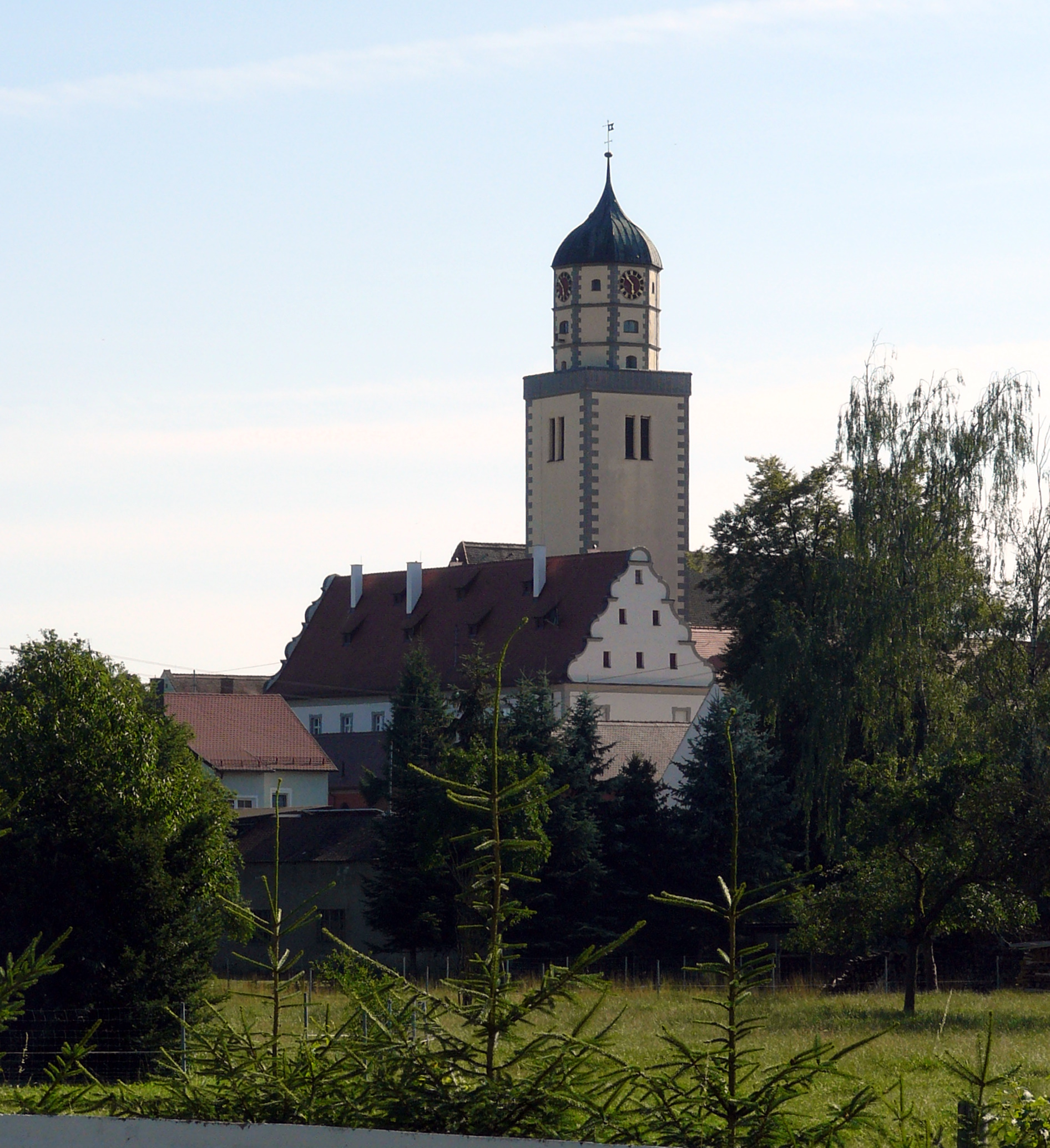
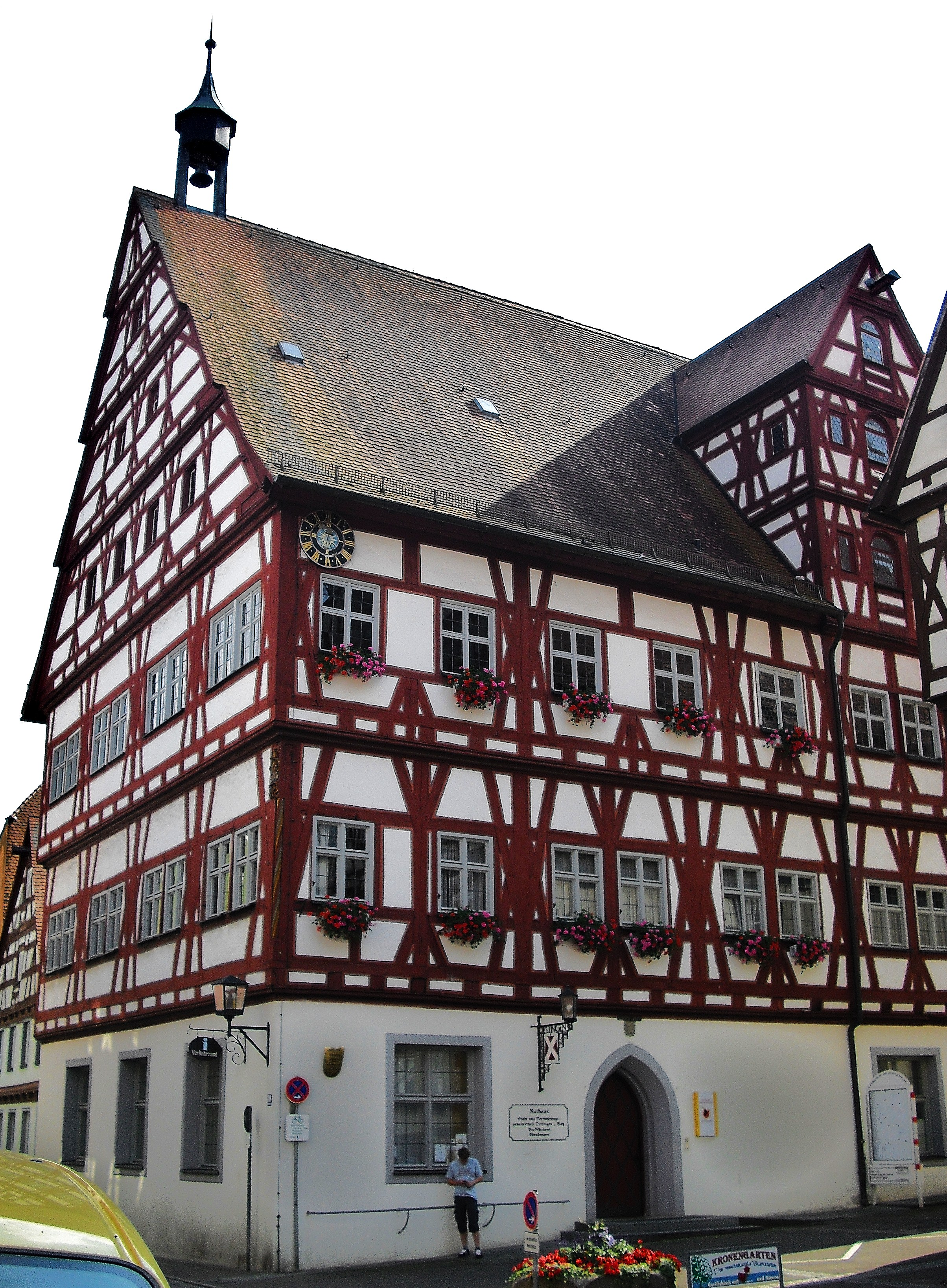
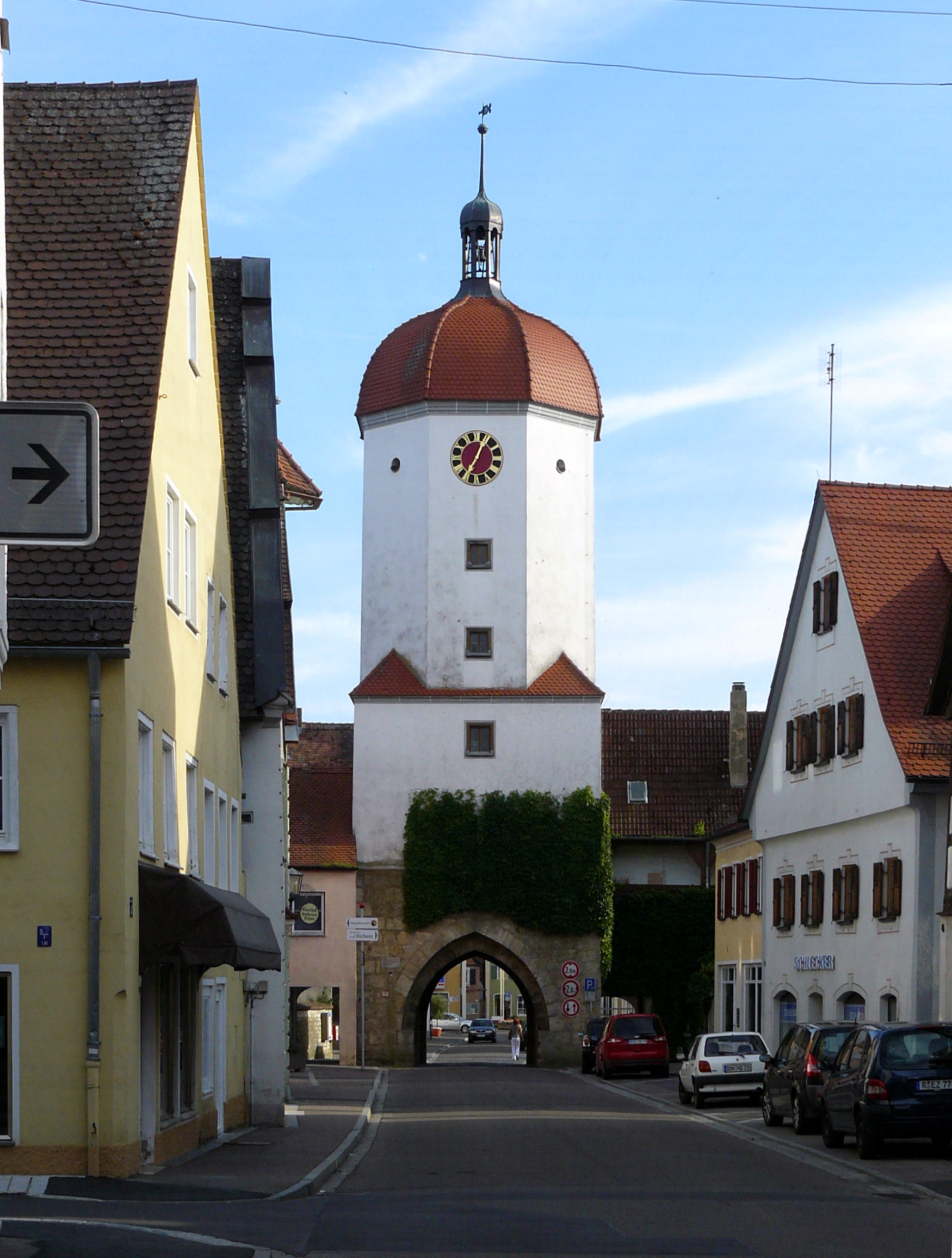
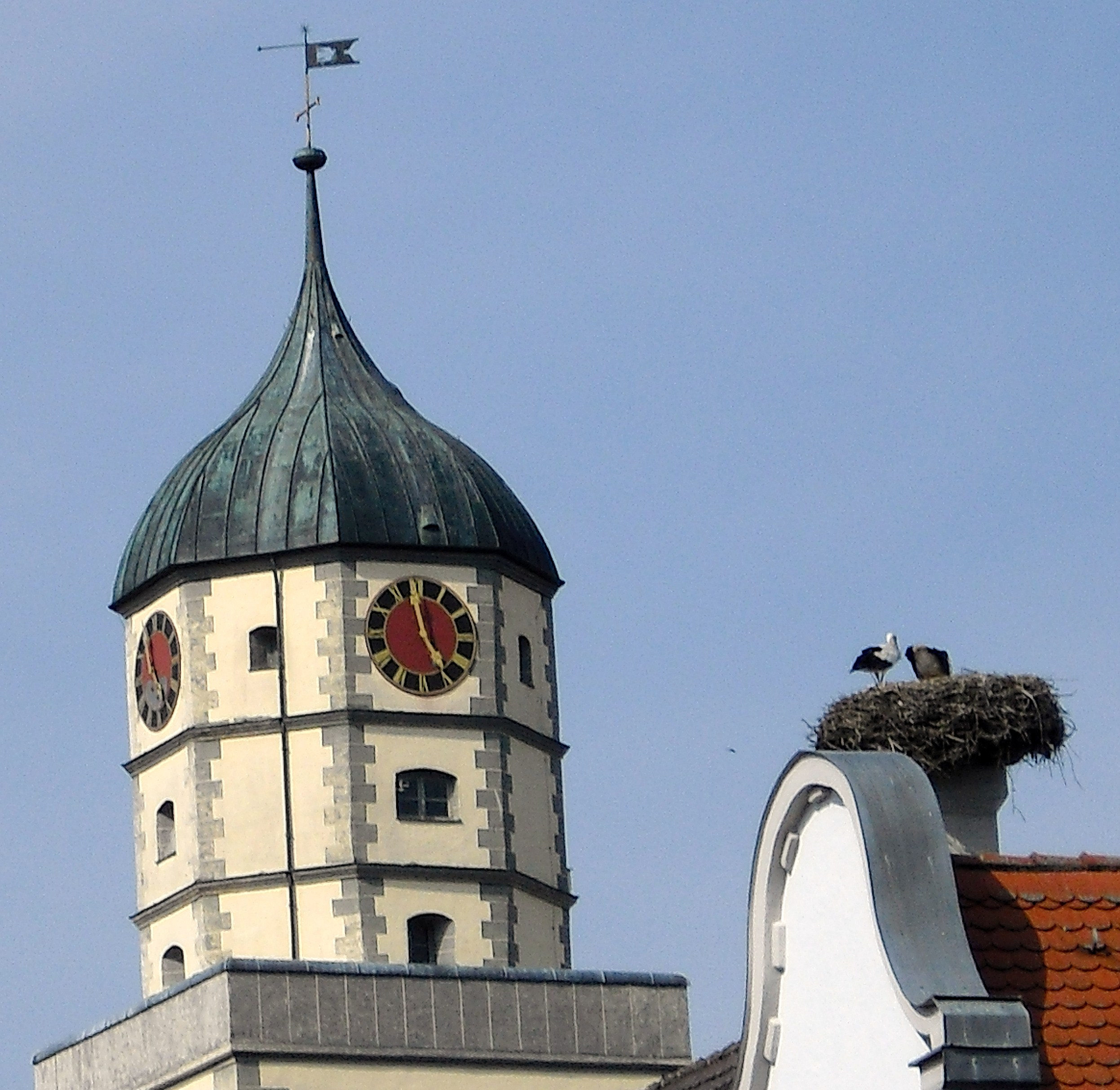
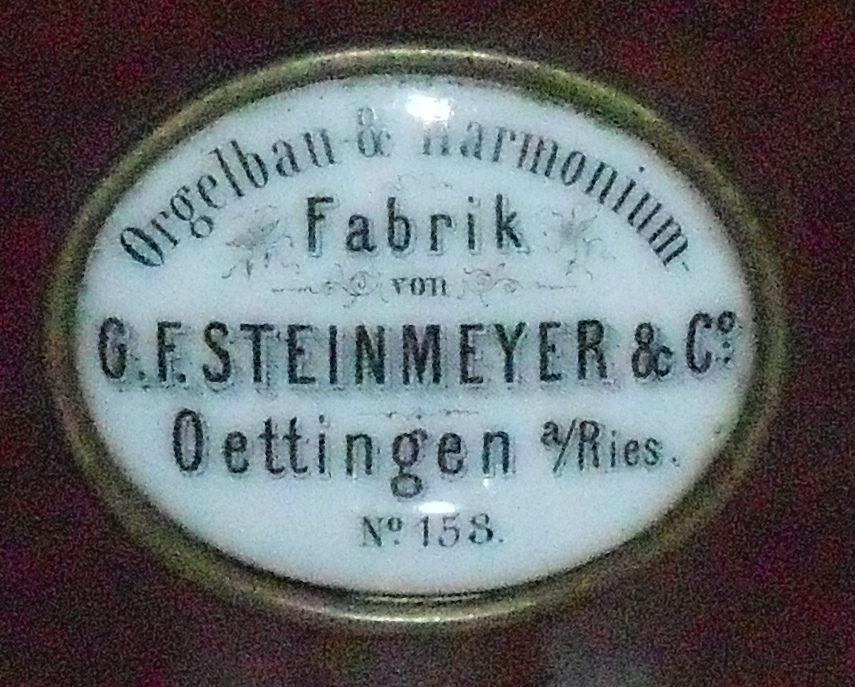